# دیکرز (آرکانزاس)
دیکرز (آرکانزاس) (به انگلیسی: Dierks, Arkansas) یک شهر در ایالات متحده آمریکا با جمعیت ۱٬۲۳۰ نفر است که در آرکانزاس واقع شده‌است.

## موقعیت جغرافیایی
موقعیت جغرافیایی شهرها و مناطق اطراف به شرح زیر است: